# Carter

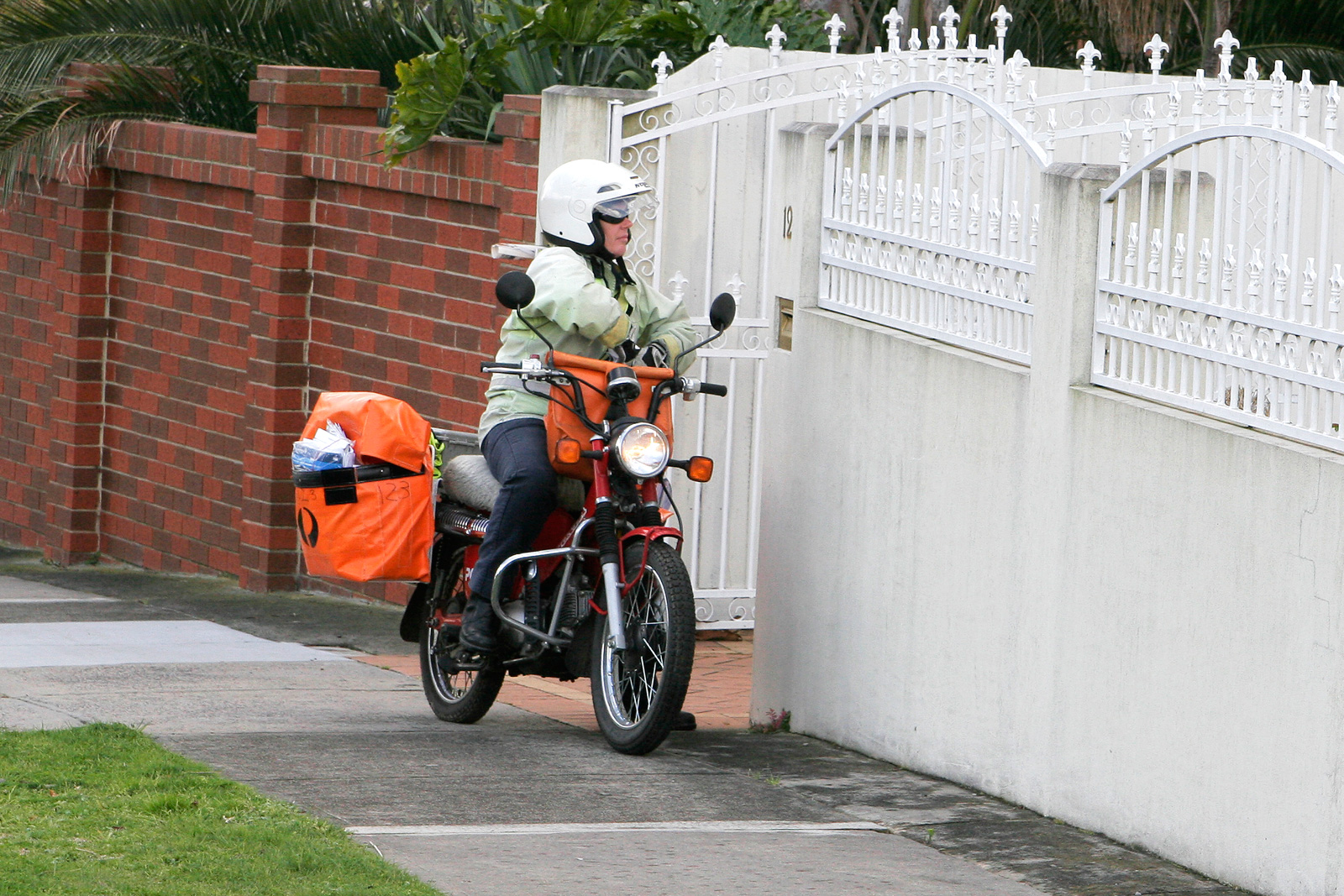
Carter que reparteix lliuraments en motocicleta.

Un carter o hoste de correu és una persona que fa de missatger entre un emissor i un receptor quan s'envien documents escrits o paquets.
Antigament, els carters eren comunament coneguts com a "correus" o "emissaris". Eren persones que recorrien grans distàncies a cavall transportant missatges en forma de carta. Actualment, els carters fan servir altres mitjans de transport, com la moto. o la bicicleta. A Espanya, els carters són coneguts com les persones que treballen a Correus, empresa postal estatal, tot i que hi ha altres serveis de missatgeria privada.